# 핀란드 올림픽 위원회
핀란드 올림픽 위원회(핀란드어: Suomen Olympiakomitea, 스웨덴어: Finlands Olympiska Kommitté)는 핀란드의 국가 올림픽 위원회이다. IOC 코드는 FIN이다. 본부는 헬싱키에 있으며 유럽 올림픽 위원회에 소속되어 있다.
1907년에 설립되었으며 같은 해에 국제 올림픽 위원회의 승인을 받았다. 올림픽, 유러피언 게임을 비롯한 국제 스포츠 대회에 참가하는 핀란드의 선수들을 대표한다.

## 같이 보기
- 올림픽 핀란드 선수단